# Ensemble Dastan
L'Ensemble Dastan est un groupe musical de musique traditionnelle iranienne fondé en 1991 par le musicien Hamid Motebassem.

## Historique
L'ensemble Dastan a été fondé en 1991 par le joueur de târ Hamid Motebassem avec les musiciens Morteza Ayan, Mohammad Ali Kiani Nejad, Kayhan Kalhor, et Ardeschir Kamkar. Depuis 2000, les principaux membres actuels de l'ensemble sont, outre son fondateur, Saeed Farajpouri, Hossein Behroozi-Nia, Pejman Hadadi, Behnam Samani. De nombreux artistes iraniens participent aux enregistrements de l'ensemble ou aux concerts, comme Parissa, Homayoun Shadjarian, Sima Bina, Iraj Bastami, Bijan Kamkar ou Shahram Nazeri.
En 2003, l'ensemble a reçu le Prix du disque de l'Académie Charles-Cros dans le domaine des musiques du monde pour leur album Shoorideh.

## Membres de l'ensemble
Membres actuels
- Hamid Motebassem (târ et setâr)
- Hossein Behroozinia (oud)
- Pejman Hadadi (percussions)
- Saeed Farajpouri (kamancheh)
- Behnam Samani (percussions)

Anciens membres et invités
- Salar Aghili (chant)
- Iraj Bastami
- Sima Bina
- Kayhan Kalhor
- Mahdieh Mohammadkhani
- Shahram Nazeri
- Parissa
- Homayoun Shajarian
- Sadigh Tarif

## Discographie
- 1999 : Through Eternity – Hommage to Rumi Molavi avec Shahram Nazeri
- 2000 : Hanaie
- 2002 : Shoorideh avec Parissa
- 2003 : Shâhram Nazéri et l'ensemble Dastan
- 2003 : Journey to Persia
- 2004 : Gol-e Behesht
- 2005 : Loolian avec Shahram Nazeri
- 2005 : Mah Aroos avec Sadigh Tarif
- 2006 : Saaz-e Dastan
- 2007 : Endless Ocean avec Salar Aghili
- 2008 : Gheyzhak-e Koli avec Homayoun Shadjarian
- 2008 : Khorshid-e Arezoe avec Homayoun Shadjarian
- 2009 : In the Name of the Red Rose avec Salar Aghili
- 2010 : A Call Beneath the Ashes
- 2012 : Bi man maro avec Homayoun Shadjarian
- 2014 : Char Pareh
- 2015 : A Window avec Mahdieh Mohammadkhani